# Station Killester
Station Killester is een treinstation in Killester, een wijk in het noorden van Dublin. Het station ligt aan de noordelijke tak van DART.  
Ieder kwartier rijdt er een DART-trein naar Connolly en verder naar Bray. In noordelijke richting rijdt ieder kwartier een trein naar Howth Junction, deze rijden door naar Malahide of Howth. In Howth Junction is een aansluiting richting Drogheda. 